# Streptomyces pluricolorescens
Streptomyces pluricolorescens は、日本の土壌から分離されたストレプトマイセス属細菌の一種である 。Streptomyces pluricolorescens は、クロチオマイシン、プルラマイシンA、プルラマイシンBを産生する。

## 関連記事
- en:List of Streptomyces species